# Serign Modou Njie
Serign Modou Njie MRG, teils auch in der Schreibweise Serigne Modou Njie, (* 14. April 1970 in Medina Sergne Mass, Lower Niumi, North Bank Region) ist ein gambischer General, Diplomat und Politiker.

## Leben
Mit Wirkung zum 11. März 2010 wurde Brigadegeneral Serign Modou Njie vom Staatspräsidenten Yahya Jammeh zum Stabschef der Armee ernannt.
Njie wurde Mitte 2021 vom Präsidenten Adama Barrow als fünfter gambischer Botschafter in der Türkei berufen, er löst Landing Kinteh ab. Vor seiner Ernennung als Botschafter war Njie stellvertretender Botschafter in der Türkei. Am 23. Juni 2021 übergab er sein Beglaubigungsschreiben an Recep Tayyip Erdoğan.
Mit Bildung des neuen Kabinetts am 4. Mai 2022 berief Barrow Njie als Minister für Verteidigung (Ministry of Defence) und löste damit Sheikh Omar Fye ab. Nachdem der bisherige Außenminister, Mamadou Tangara, von seinem Posten am 3. Juli 2025 zurückgetreten war, wurde Njie von Barrow am 9. Juli 2025 als neuen Außenminister Gambias berufen. Vizepräsident Muhammed B. S. Jallow wurde mit der Verantwortung für die Aufsicht über das Verteidigungsministerium betraut.

## Ehrungen und Auszeichnungen
- 2009: Member of the Order of the Republic of The Gambia (MRG)[8]